# Maison des Viguiers
La maison des Viguiers, ou hôtel Reynès ou encore maison Guise, est un hôtel particulier situé à Albi, en France.

## Localisation

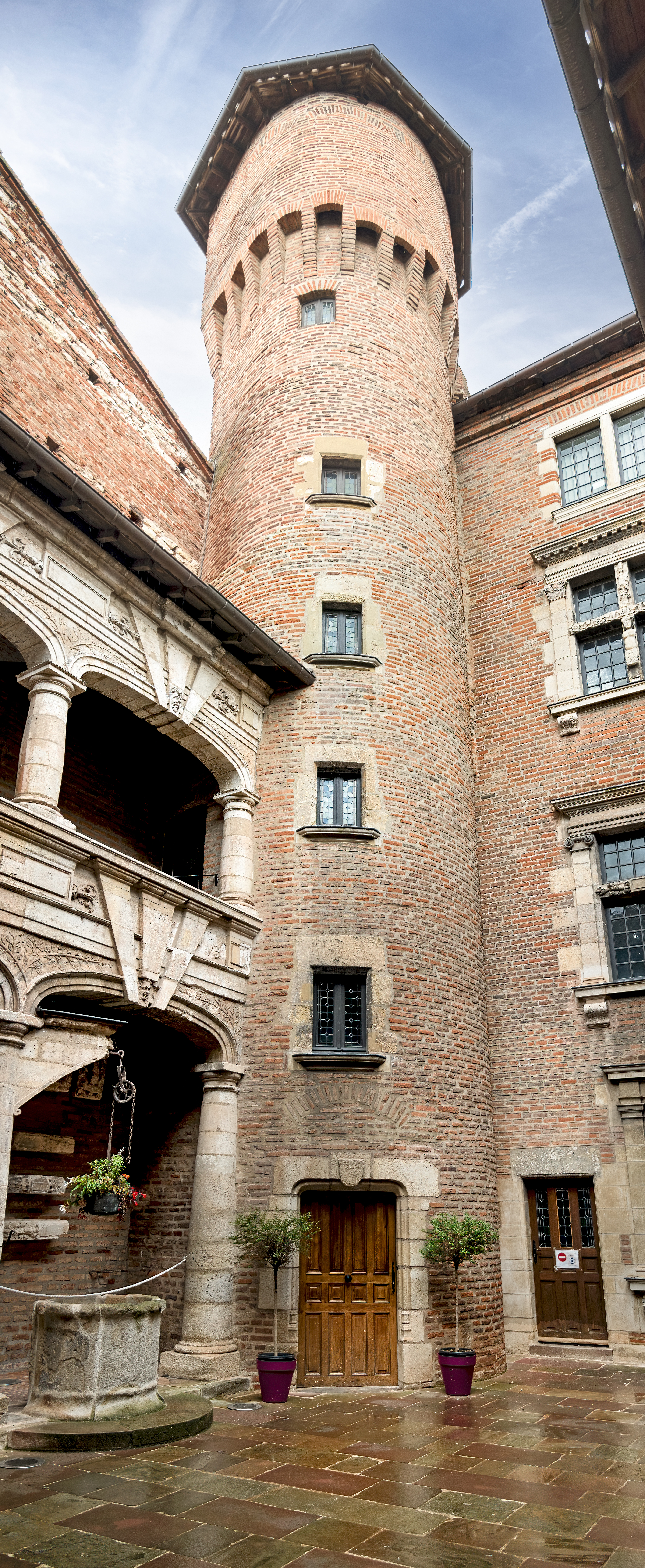
La tour dans la cour intérieure

Le bâtiment est situé dans le département français du Tarn, sur la commune de Albi, rue Timbal.

## Historique
L'hôtel particulier fut construit au XVIe siècle par la famille de Roger Reynès, enrichie par le commerce du pastel. La façade Renaissance visible de la rue Timbal cache une cour surmontée d'une galerie-loggia ornée d'un buste de François Ier et de sa seconde épouse. 
La maison est classée au titre des monuments historiques en 1862.

### Galerie de photos

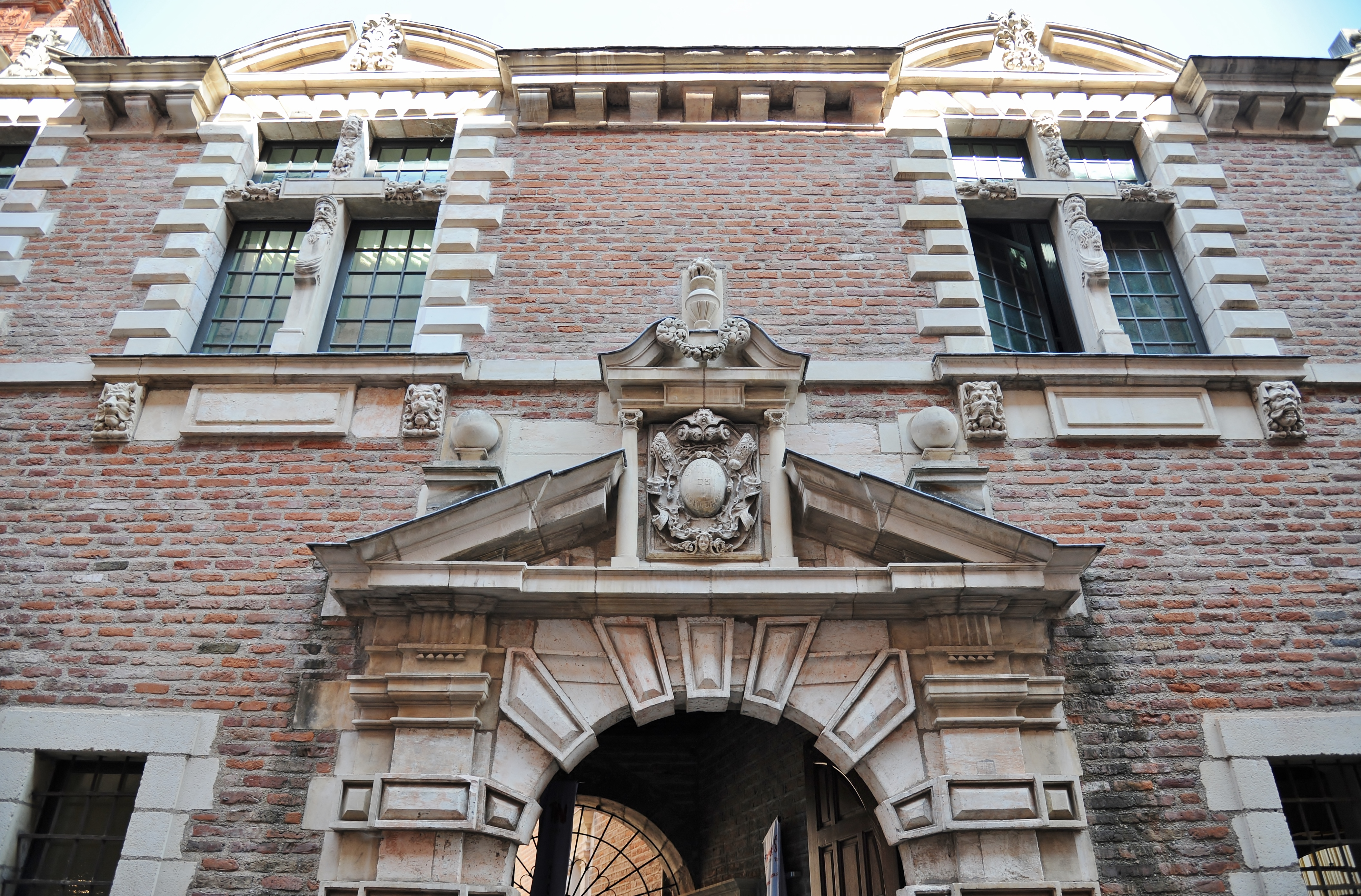
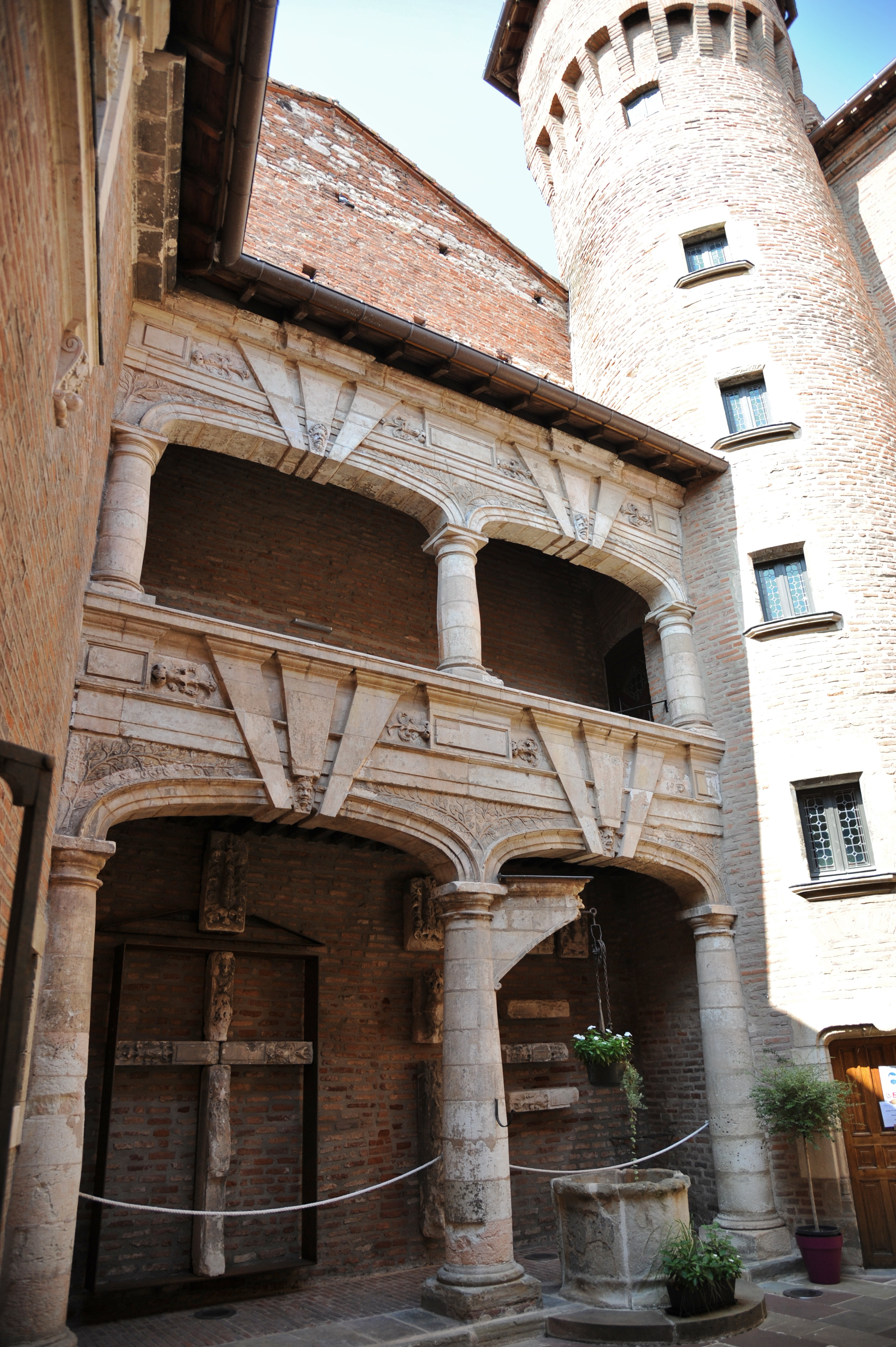
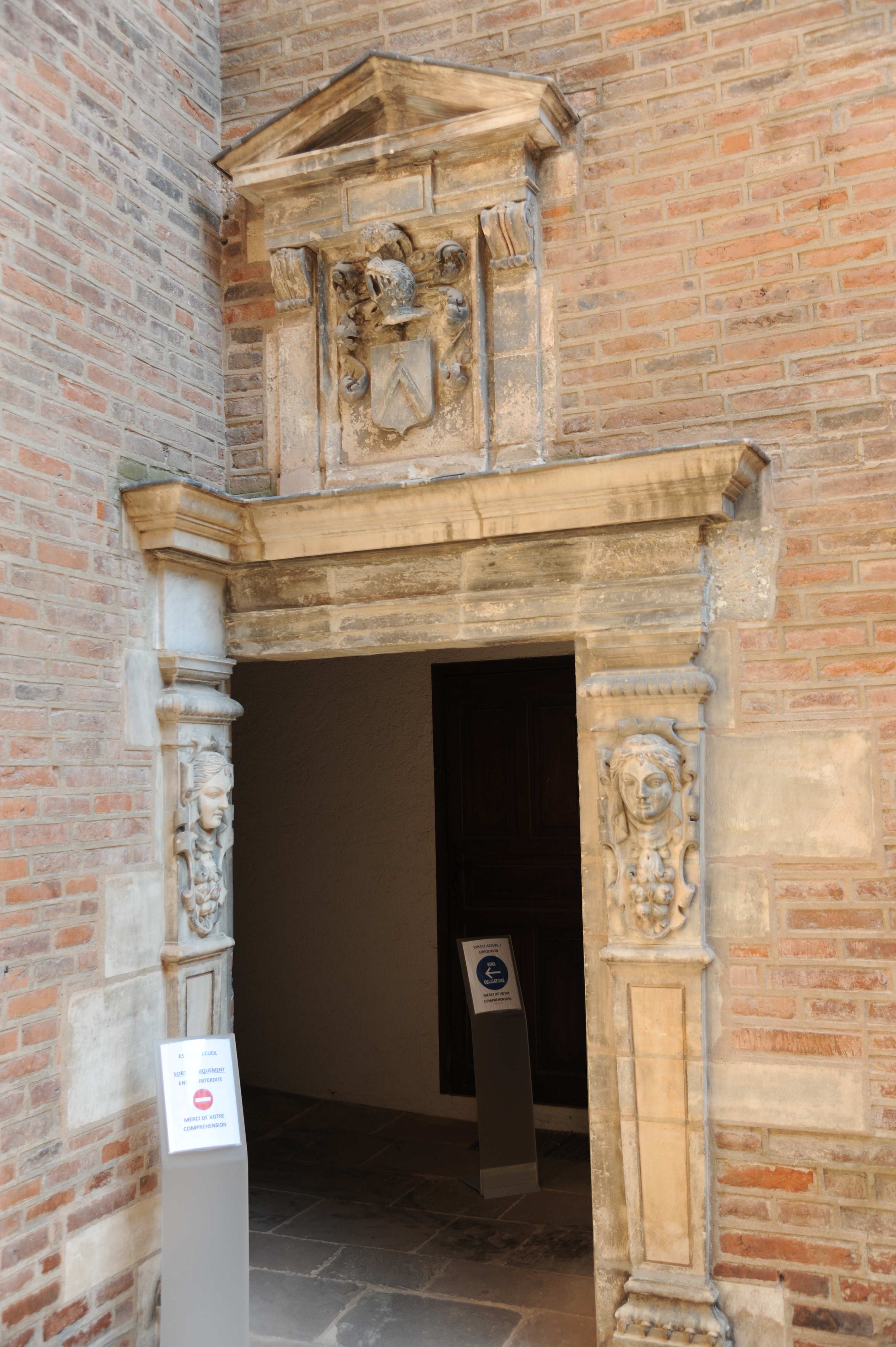
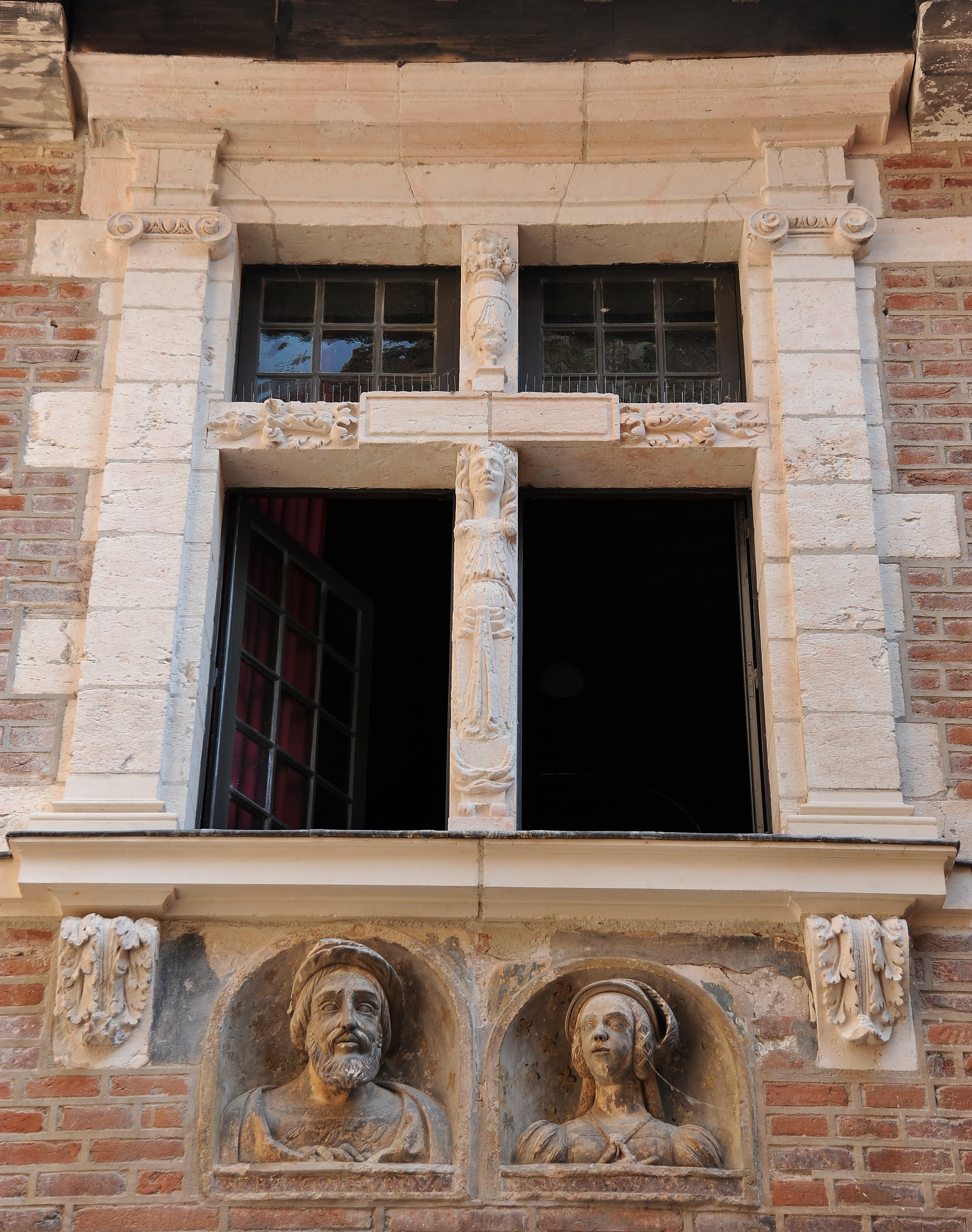
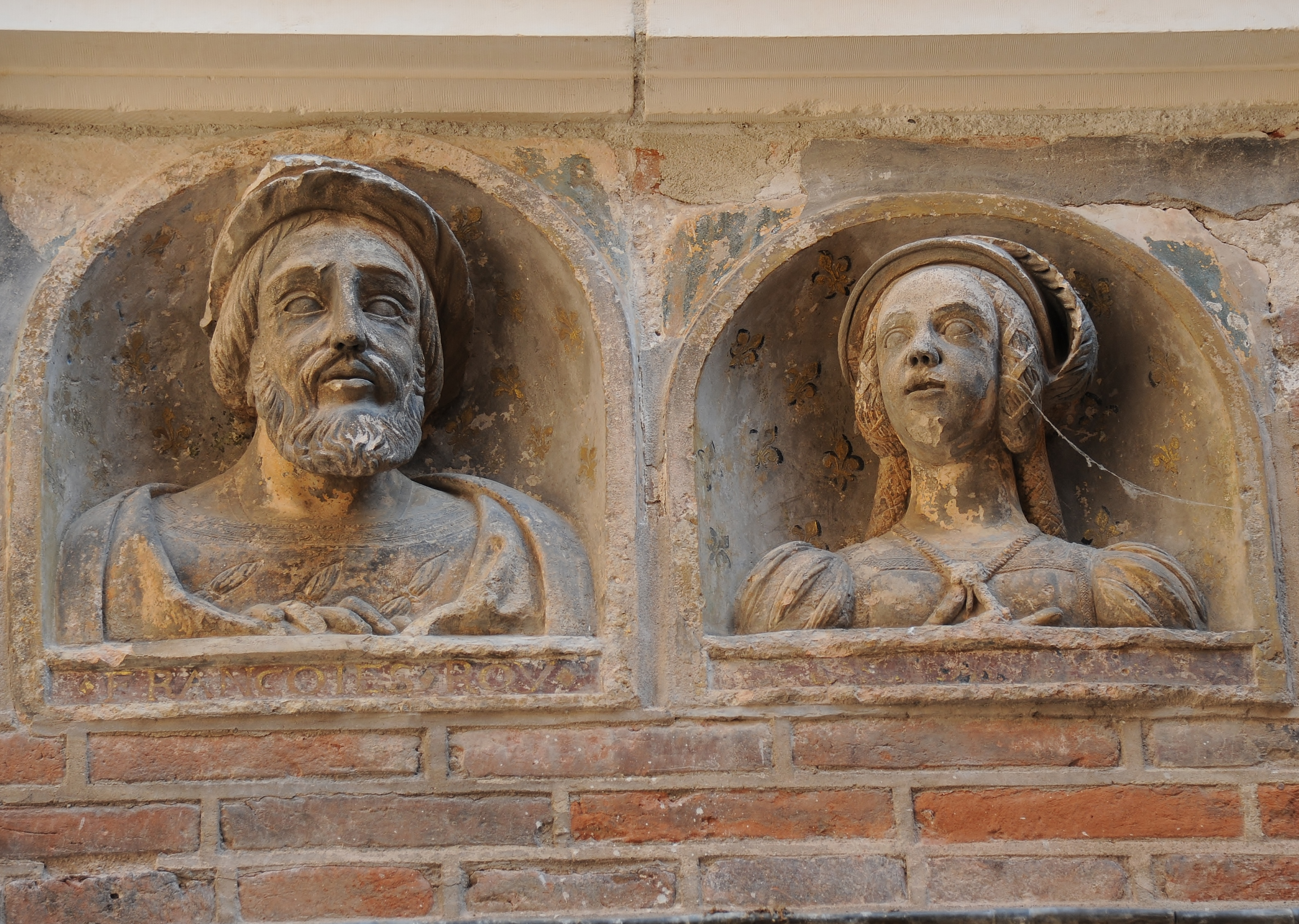
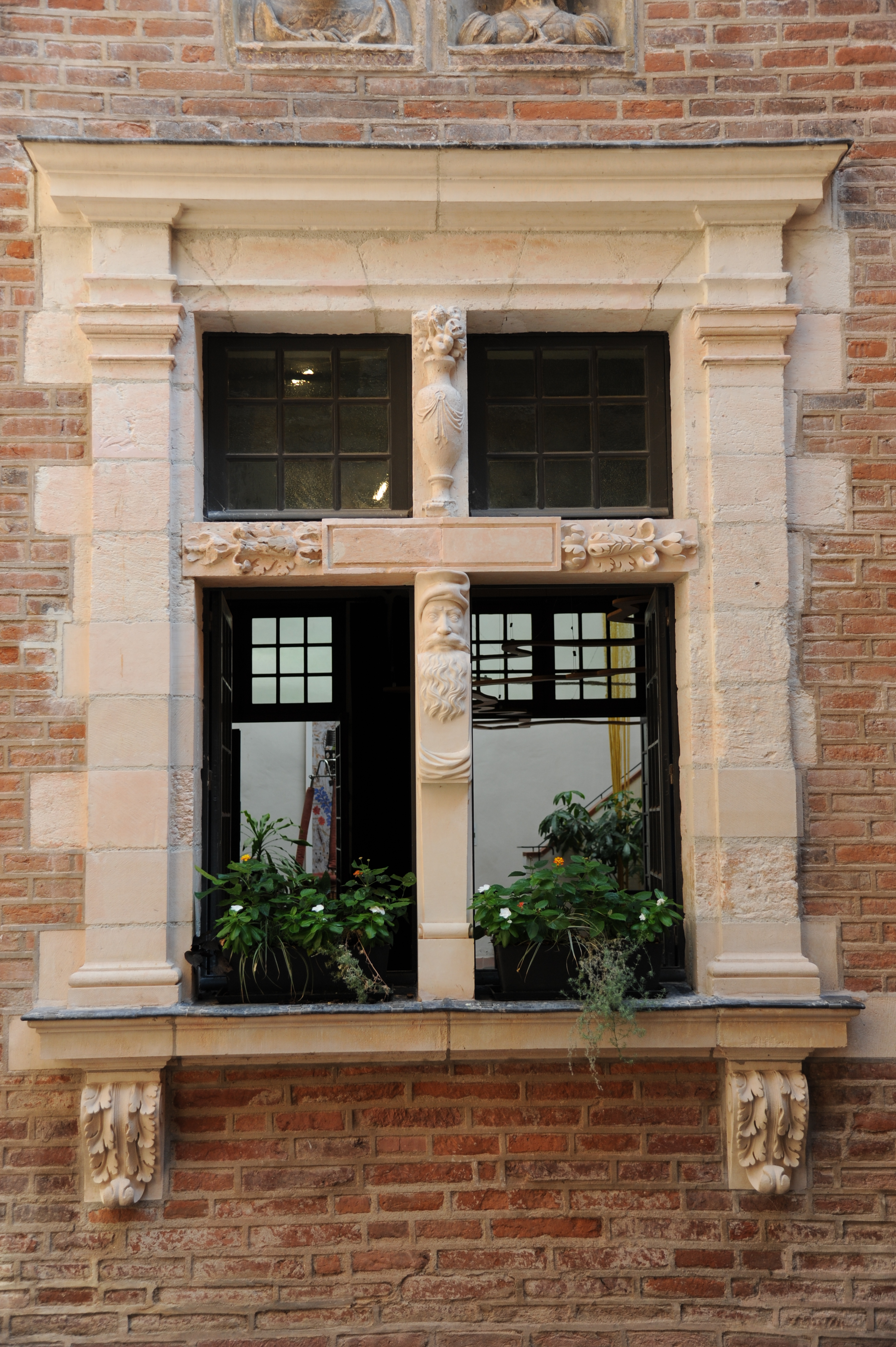
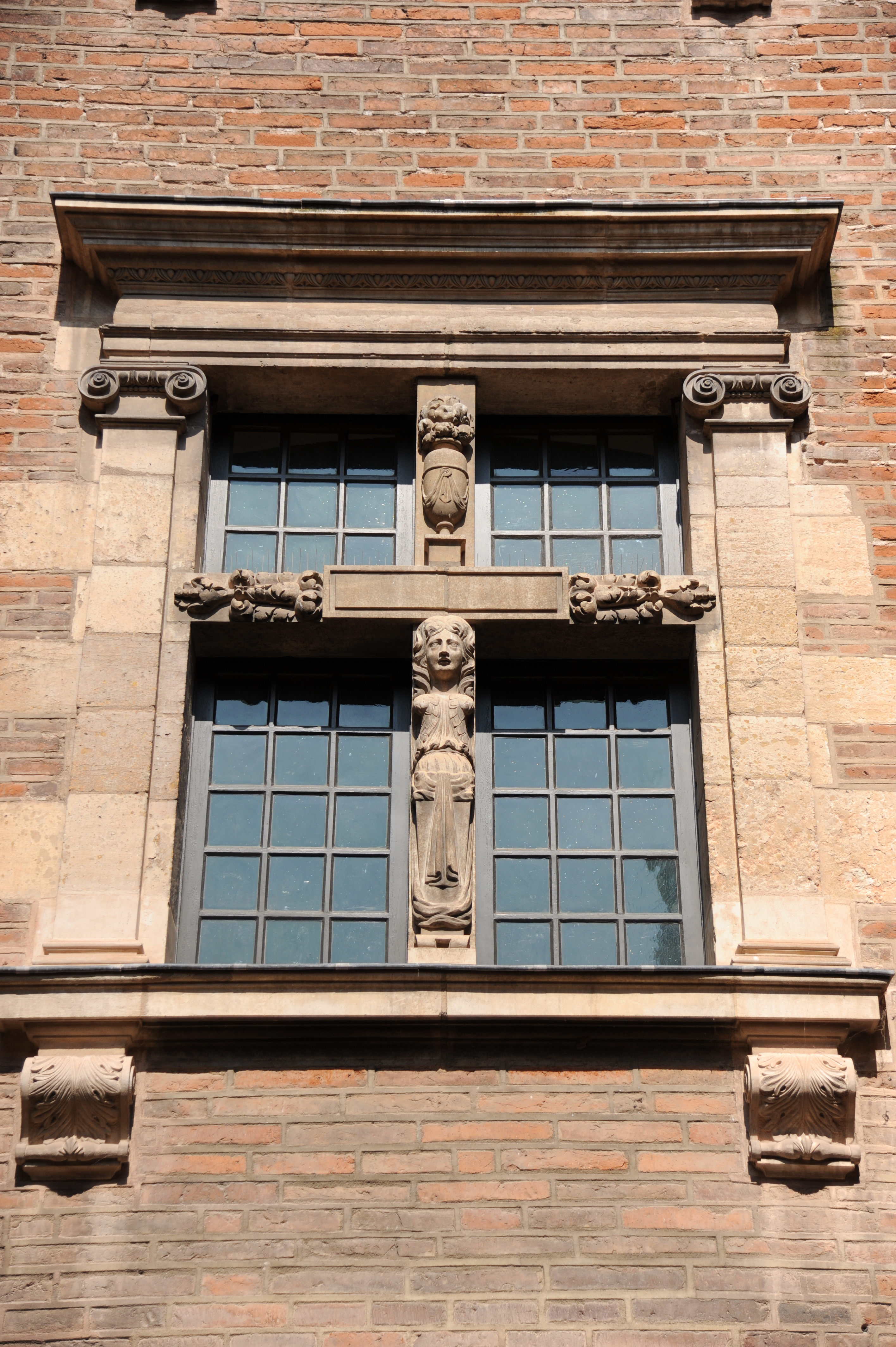
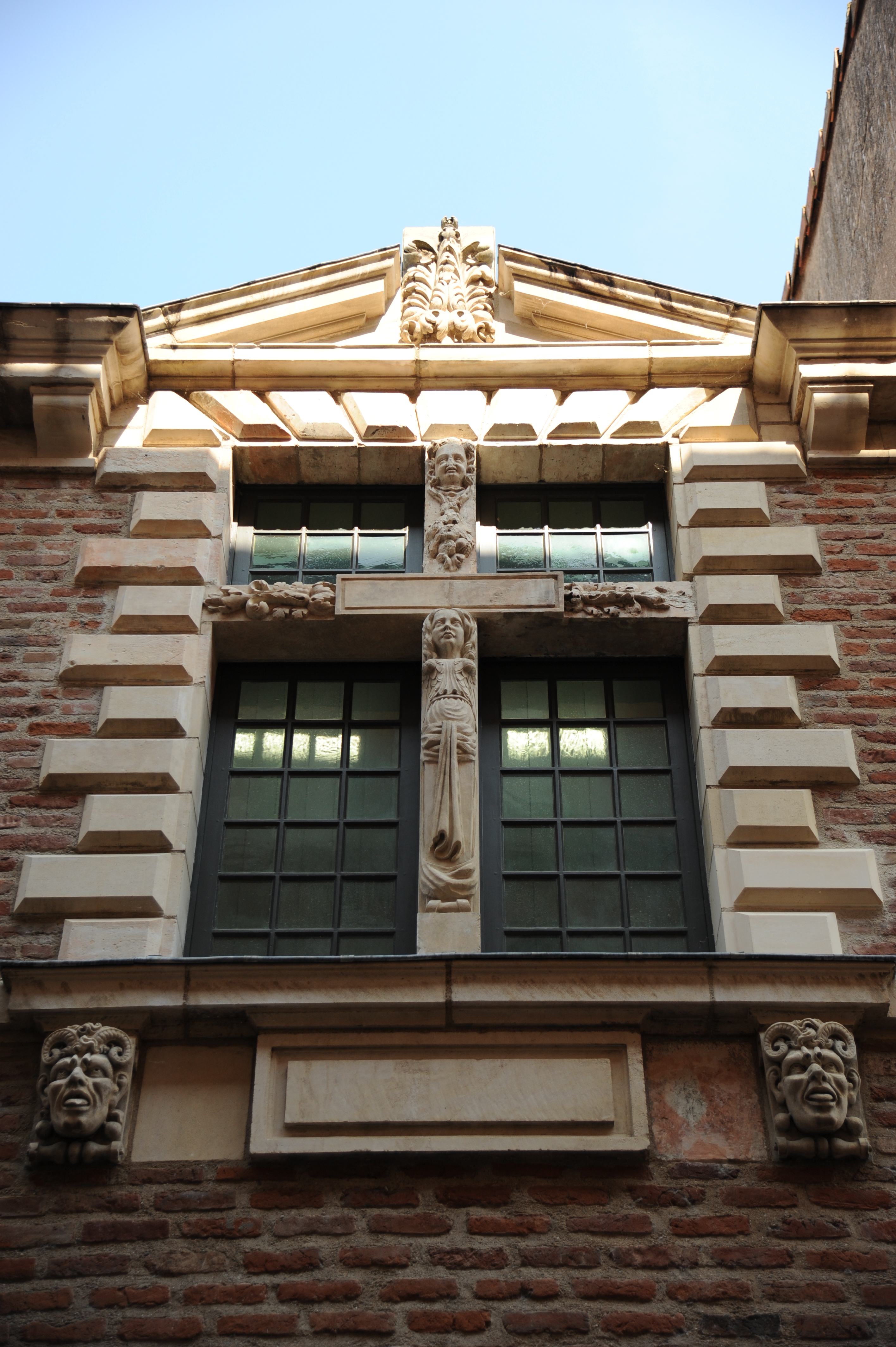